# Estelle Evans
Pour les articles homonymes, voir Evans.
Estelle Rolle — née le 1er octobre 1906 à Nassau (Bahamas), morte le 20 juillet 1985 à New York (État de New York) — est une actrice américaine d'origine bahamienne, connue comme Estelle Evans (du nom de son mari).

## Biographie
Installée aux États-Unis, Estelle Evans y joue au théâtre notamment à Broadway et Off-Broadway (New York), entre 1947 et 1973.
Au cinéma, elle contribue à cinq films américains, le premier — semi-documentaire — étant The Quiet One de Sidney Meyers (1948). Son deuxième film est Du silence et des ombres de Robert Mulligan (1962, avec Gregory Peck et Brock Peters), suivi par Les Sentiers de la violence de Gordon Parks (1969, avec Kyle Johnson et Dana Elcar). Son dernier film est Un tueur dans la ville d'Armand Mastroianni (1982, avec Perry King et Kenneth McMillan).
À la télévision américaine, elle apparaît dans trois séries, en 1963 (Naked City, un épisode) puis en 1975 (deux séries, dont The Jeffersons, un épisode).
S'ajoutent deux téléfilms en 1981 et 1984.
Estelle Evans est la sœur des deux actrices Rosanna Carter (en) (1908-2001) et Esther Rolle (1920-1998). Elle est inhumée au Cimetière communautaire de Westview, dans le sud de la Floride.

## Théâtre

### Broadway
- 1947 : Our Lan' de Theodore Ward : Sarah
- 1953 : Take a Giant Step de Louis S. Peterson, costumes de Ruth Morley : May Scott[1]

### Off-Broadway
- 1966 : Who's Got His Own de Ronald Milner : la mère
- 1968 : Clara's Ole Man d'Ed Bullins : Mlle Famie
- 1968 : A Son Come Home d'Ed Bullins : la mère
- 1973 : Freeman de Phillip Hayes Dean : Teresa Aquila

## Filmographie complète

### Cinéma
- 1921 : Une affaire mystérieuse (The Invisible Fear) de Edwin Carewe : Mrs. Marshall Arnold
- 1948 : The Quiet One de Sidney Meyers : la mère
- 1962 : Du silence et des ombres (To Kill a Mockingbird) de Robert Mulligan : Calpurnia
- 1969 : Les Sentiers de la violence (The Learning Tree) de Gordon Parks : Sarah
- 1977 : A Piece of the Action de Sidney Poitier : Alberta Ballard
- 1982 : Un tueur dans la ville (The Clairvoyant) d'Armand Mastroianni : Francine

### Télévision

#### Séries
- 1963 : Naked City, saison 4, épisode 29 Carrier : une brigadière
- 1975 : The Jeffersons, saison 2, épisode 5 Mother Jefferson's Fall de Jack Shea : Mary
- 1975 : Good Times, saison 3, épisode 7 The Baby : Alice

#### Téléfilms
- 1981 : See China and Die de Larry Cohen : la première servante
- 1984 : Tales of the Unknown South, segment The Half-Pint Flask de Randy Brinson : rôle non spécifié

## Note et référence
1. ↑  Ce rôle est repris par Beah Richards dans l'adaptation au cinéma de 1959, sous le même titre.